# Morti nel 2016/Febbraio
| Questa pagina contiene informazioni ricavate automaticamente dalle voci biografiche con l'ausilio del template Bio e di un bot. L'aggiornamento è periodico e automatico e ricostruisce completamente la pagina. Se manca una persona in questa lista, sei pregato di non aggiungerla, ma accertati piuttosto che la sua voce biografica contenga il template Bio e che i dati anagrafici siano correttamente compilati. Se il template Bio manca, inseriscilo tu stesso o, in alternativa, metti l'avviso {{tmp\|Bio}} che ne segnala la mancanza. Se i dati riportati sono sbagliati, correggi direttamente la voce biografica; le modifiche saranno visibili in questa lista entro pochi giorni. Per chiarimenti vedi il progetto biografie. La lista contiene solo le 164 persone che sono citate nell'enciclopedia e per le quali è stato implementato correttamente il template Bio. Pagina aggiornata al 18 ago 2025. |

- 1º febbraio - Ali Beratlıgil, calciatore e allenatore di calcio turco (n. 1931)
- 1º febbraio - Miguel Gutiérrez, calciatore messicano (n. 1931)
- 1º febbraio - Óscar Humberto Mejía Victores, politico e generale guatemalteco (n. 1930)
- 1º febbraio - Giovanni Salio, ambientalista e pacifista italiano (n. 1943)
- 1º febbraio - Stefano Servadei, politico italiano (n. 1923)
- 1º febbraio - Alberto Simeone, politico e avvocato italiano (n. 1943)
- 2 febbraio - Aldo Bufi Landi, attore italiano (n. 1923)
- 2 febbraio - Abraham Cohen, schermidore statunitense (n. 1924)
- 2 febbraio - Bob Elliott, attore e comico statunitense (n. 1923)
- 2 febbraio - Srđan Kalember, cestista e allenatore di pallacanestro jugoslavo (n. 1928)
- 2 febbraio - Alessandro Mazzoni, ingegnere aeronautico italiano (n. 1931)
- 2 febbraio - Mirella Uberti, attrice italiana (n. 1932)
- 3 febbraio - Joe Alaskey, attore e doppiatore statunitense (n. 1952)
- 3 febbraio - Mark Farren, calciatore irlandese (n. 1982)
- 3 febbraio - Balram Jakhar, politico indiano (n. 1923)
- 3 febbraio - Suat Mamat, calciatore turco (n. 1930)
- 3 febbraio - Yasuo Takamori, calciatore e allenatore di calcio giapponese (n. 1934)
- 4 febbraio - Leslie Bassett, compositore e docente statunitense (n. 1923)
- 4 febbraio - Joe Dowell, cantante statunitense (n. 1940)
- 4 febbraio - Filippo Fiandrotti, politico italiano (n. 1938)
- 4 febbraio - William Gaskill, regista teatrale britannico (n. 1930)
- 4 febbraio - Dave Mirra, pilota di rally e ciclista di BMX statunitense (n. 1974)
- 4 febbraio - Edgar Mitchell, astronauta statunitense (n. 1930)
- 4 febbraio - Jeremy Morse, banchiere, enigmista e compositore di scacchi britannico (n. 1928)
- 4 febbraio - Cesare Questa, latinista e filologo classico italiano (n. 1934)
- 4 febbraio - Axl Rotten, wrestler statunitense (n. 1971)
- 4 febbraio - Ulf Söderblom, direttore d'orchestra e docente finlandese (n. 1930)
- 4 febbraio - Marlow Cook, politico statunitense (n. 1926)
- 4 febbraio - Edgar Whitcomb, politico statunitense (n. 1917)
- 4 febbraio - Maurice White, cantautore, musicista e produttore discografico statunitense (n. 1941)
- 5 febbraio - Ray Colcord, compositore statunitense (n. 1949)
- 5 febbraio - Luciano Conati, ciclista su strada italiano (n. 1950)
- 5 febbraio - Claude Valdois, ciclista su strada francese (n. 1935)
- 5 febbraio - Angelo Ventura, storico italiano (n. 1930)
- 6 febbraio - Jules Boes, cestista belga (n. 1927)
- 6 febbraio - Daniel Gerson, sceneggiatore e doppiatore statunitense (n. 1966)
- 6 febbraio - Dan Hicks, cantautore e chitarrista statunitense (n. 1941)
- 6 febbraio - York Larese, cestista e allenatore di pallacanestro statunitense (n. 1938)
- 6 febbraio - Giacomo Tachis, enologo italiano (n. 1933)
- 6 febbraio - Eddy Wally, cantante belga (n. 1932)
- 7 febbraio - Juliette Benzoni, scrittrice francese (n. 1920)
- 7 febbraio - Luigi Ferrari Bravo, giurista italiano (n. 1933)
- 8 febbraio - Amelia Bence, attrice argentina (n. 1914)
- 8 febbraio - John Disley, siepista britannico (n. 1928)
- 8 febbraio - Lai Lam-kwong, cestista taiwanese (n. 1929)
- 8 febbraio - Gianni Manganelli, regista e sceneggiatore italiano (n. 1942)
- 8 febbraio - Roy Señeres, politico e diplomatico filippino (n. 1947)
- 8 febbraio - William Stowe, canottiere statunitense (n. 1940)
- 8 febbraio - Violette Verdy, ballerina e coreografa francese (n. 1933)
- 8 febbraio - Salvatore Vizzini, politico italiano (n. 1944)
- 9 febbraio - Gaspare Cucinella, attore italiano (n. 1924)
- 9 febbraio - Vittorio Di Prima, attore, doppiatore e direttore del doppiaggio italiano (n. 1941)
- 9 febbraio - Antonio Ghelfi, calciatore italiano (n. 1940)
- 9 febbraio - Sushil Koirala, politico nepalese (n. 1939)
- 9 febbraio - Alethea McGrath, attrice australiana (n. 1920)
- 9 febbraio - Graham Moore, calciatore gallese (n. 1941)
- 10 febbraio - Jurij Dumčev, discobolo e attore russo (n. 1958)
- 10 febbraio - Fausto Fonzi, archivista e storico italiano (n. 1927)
- 10 febbraio - Anatolij Il'in, calciatore sovietico (n. 1931)
- 10 febbraio - Jung Byung-tak, allenatore di calcio, calciatore e dirigente sportivo sudcoreano (n. 1942)
- 10 febbraio - Francesco Pittaluga, canottiere italiano (n. 1913)
- 10 febbraio - Eliseo Prado, calciatore argentino (n. 1929)
- 10 febbraio - Christopher Rush, illustratore statunitense (n. 1965)
- 10 febbraio - Günter Schröter, calciatore tedesco orientale (n. 1927)
- 11 febbraio - Renato Bialetti, imprenditore italiano (n. 1923)
- 11 febbraio - Herman Blaschke, calciatore sudafricano (n. 1948)
- 11 febbraio - Angelo Falzea, giurista e filosofo italiano (n. 1914)
- 11 febbraio - László Killik, allenatore di pallacanestro ungherese (n. 1927)
- 11 febbraio - Juan Mujica, calciatore uruguaiano (n. 1943)
- 11 febbraio - Kevin Randleman, artista marziale misto statunitense (n. 1971)
- 11 febbraio - Ferenc Rudas, calciatore ungherese (n. 1921)
- 11 febbraio - Peter Wood, regista teatrale britannico (n. 1925)
- 12 febbraio - Dominique D'Onofrio, calciatore e allenatore di calcio belga (n. 1953)
- 12 febbraio - Eugenio Fantini, calciatore e allenatore di calcio italiano (n. 1932)
- 12 febbraio - Bergljot Hobæk Haff, scrittrice norvegese (n. 1925)
- 12 febbraio - Johnny Lattner, giocatore di football americano statunitense (n. 1932)
- 12 febbraio - Henri Rey, cestista francese (n. 1932)
- 13 febbraio - Félix Lasso, calciatore ecuadoriano (n. 1945)
- 13 febbraio - Trifon Ivanov, calciatore bulgaro (n. 1965)
- 13 febbraio - Edward McCluskey, informatico statunitense (n. 1929)
- 13 febbraio - Giorgio Rossano, calciatore italiano (n. 1939)
- 13 febbraio - Slobodan Santrač, allenatore di calcio e calciatore serbo (n. 1946)
- 13 febbraio - Antonin Scalia, avvocato e magistrato statunitense (n. 1936)
- 13 febbraio - Marley Shriver, nuotatrice statunitense (n. 1937)
- 14 febbraio - Nicolao Merker, filosofo, germanista e saggista italiano (n. 1931)
- 14 febbraio - Elena Rizzieri, soprano italiano (n. 1922)
- 14 febbraio - Wiesław Rudkowski, pugile polacco (n. 1946)
- 14 febbraio - Steven Stucky, compositore statunitense (n. 1949)
- 15 febbraio - Lucien Acou, ciclista su strada, pistard e dirigente sportivo belga (n. 1921)
- 15 febbraio - Piero Buscaroli, giornalista, critico musicale e scrittore italiano (n. 1930)
- 15 febbraio - George Gaynes, attore e produttore cinematografico finlandese (n. 1917)
- 15 febbraio - Walter McGowan, pugile britannico (n. 1942)
- 15 febbraio - Jean Rabier, direttore della fotografia francese (n. 1927)
- 15 febbraio - Vanity, cantante, attrice e modella canadese (n. 1959)
- 15 febbraio - Abel Vieytez, calciatore argentino (n. 1942)
- 16 febbraio - Boutros Boutros-Ghali, giurista, politico e diplomatico egiziano (n. 1922)
- 16 febbraio - Eugenio Carmi, pittore italiano (n. 1920)
- 16 febbraio - Thérèse Clerc, attivista francese (n. 1927)
- 16 febbraio - Srđan Dizdarević, giornalista, diplomatico e attivista bosniaco (n. 1952)
- 16 febbraio - Charles Caldwell Ryrie, biblista e teologo statunitense (n. 1925)
- 17 febbraio - Jesús Barrero, attore e doppiatore messicano (n. 1958)
- 17 febbraio - Muhammad Hassaneyn Haykal, giornalista egiziano (n. 1923)
- 17 febbraio - Andrzej Żuławski, regista e sceneggiatore polacco (n. 1940)
- 18 febbraio - Gherardo Amadei, psichiatra e psicoanalista italiano (n. 1951)
- 18 febbraio - Gianpaolo Mora, avvocato e politico italiano (n. 1928)
- 18 febbraio - Giorgio Tinazzi, calciatore italiano (n. 1934)
- 18 febbraio - Yūko Tsushima, scrittrice, saggista e critica letteraria giapponese (n. 1947)
- 19 febbraio - Moha ou-Lhoussein Achiban, cantante e danzatore berbero (n. 1916)
- 19 febbraio - Carla Cerati, fotografa e scrittrice italiana (n. 1926)
- 19 febbraio - Guglielmo Colussi, rugbista a 15, allenatore di rugby a 15 e dirigente sportivo italiano (n. 1938)
- 19 febbraio - Umberto Eco, semiologo, filosofo e scrittore italiano (n. 1932)
- 19 febbraio - Freddie Goodwin, dirigente sportivo, allenatore di calcio e calciatore inglese (n. 1933)
- 19 febbraio - Harper Lee, scrittrice statunitense (n. 1926)
- 19 febbraio - Samuel Willenberg, scultore, scrittore e superstite dell'Olocausto polacco (n. 1923)
- 20 febbraio - Kim Seong-jip, sollevatore sudcoreano (n. 1919)
- 20 febbraio - Ida Magli, antropologa e filosofa italiana (n. 1925)
- 20 febbraio - Muhamed Mujić, calciatore jugoslavo (n. 1932)
- 20 febbraio - Nando Yosu, allenatore di calcio e calciatore spagnolo (n. 1939)
- 21 febbraio - Carlo Baldi, politico italiano (n. 1926)
- 21 febbraio - Giordano Campari, pugile italiano (n. 1934)
- 21 febbraio - Patrick Hodgkinson, architetto britannico (n. 1930)
- 21 febbraio - Emilio Rodríguez Almeida, archeologo e storico spagnolo (n. 1930)
- 22 febbraio - Cristiana Corsi, taekwondoka italiana (n. 1976)
- 22 febbraio - Paolo Cottino, pugile italiano (n. 1935)
- 22 febbraio - Yolande Fox, modella statunitense (n. 1928)
- 22 febbraio - Steve Harris, cestista statunitense (n. 1963)
- 22 febbraio - Douglas Slocombe, direttore della fotografia britannico (n. 1913)
- 23 febbraio - Walter Davoine, calciatore uruguaiano (n. 1935)
- 23 febbraio - Eddie Parry, cestista statunitense (n. 1918)
- 23 febbraio - Donald Edward Williams, astronauta statunitense (n. 1942)
- 24 febbraio - Adriana Benetti, attrice e insegnante italiana (n. 1919)
- 24 febbraio - Rafael Iriondo, allenatore di calcio e calciatore spagnolo (n. 1918)
- 24 febbraio - George Nick Nichopoulos, medico statunitense (n. 1927)
- 24 febbraio - Ernesto Oliveira, calciatore portoghese (n. 1921)
- 25 febbraio - Tony Burton, attore e pugile statunitense (n. 1937)
- 25 febbraio - Jim Clark, montatore e regista britannico (n. 1931)
- 25 febbraio - François Dupeyron, regista e sceneggiatore francese (n. 1950)
- 25 febbraio - Ekki Göpelt, cantante, conduttore televisivo e conduttore radiofonico tedesco (n. 1945)
- 25 febbraio - Miloš Hájek, storico e politico ceco (n. 1921)
- 25 febbraio - Otto-Werner Mueller, direttore d'orchestra e docente tedesco (n. 1926)
- 25 febbraio - Monica Samassa, attrice italiana (n. 1965)
- 25 febbraio - Leandro Temporini, calciatore argentino (n. 1975)
- 26 febbraio - Andy Bathgate, hockeista su ghiaccio e allenatore di hockey su ghiaccio canadese (n. 1932)
- 26 febbraio - Eduardo García, calciatore uruguaiano (n. 1945)
- 26 febbraio - Eri Klas, direttore d'orchestra estone (n. 1939)
- 26 febbraio - Louise Rennison, scrittrice britannica (n. 1951)
- 26 febbraio - Mark Turenshine, cestista statunitense (n. 1944)
- 26 febbraio - Pia Zacco, attivista italiana (n. 1931)
- 27 febbraio - Michael Bowes-Lyon, XVIII conte di Strathmore e Kinghorne, nobile e politico britannico (n. 1957)
- 27 febbraio - Jan Foudraine, psichiatra olandese (n. 1929)
- 27 febbraio - Dariusz Kwiatkowski, cestista polacco (n. 1952)
- 27 febbraio - Lúcio Lara, politico e insegnante angolano (n. 1929)
- 27 febbraio - Enrico Pavanello, dirigente sportivo e arbitro di pallacanestro italiano (n. 1924)
- 27 febbraio - Lodovico Terzi, scrittore e traduttore italiano (n. 1925)
- 27 febbraio - Pierluigi Zeno, calciatore italiano (n. 1934)
- 28 febbraio - Frank Kelly, attore e comico irlandese (n. 1938)
- 28 febbraio - George Kennedy, attore statunitense (n. 1925)
- 28 febbraio - Raúl Sánchez, calciatore cileno (n. 1933)
- 29 febbraio - Rudy Bukich, giocatore di football americano statunitense (n. 1930)
- 29 febbraio - Adriana Fiorentini, fisica e fisiologa italiana (n. 1926)
- 29 febbraio - Hannes Löhr, calciatore e allenatore di calcio tedesco (n. 1942)
- 29 febbraio - Francis Xavier Osamu Mizobe, vescovo cattolico giapponese (n. 1935)
- 29 febbraio - José Parra Martínez, calciatore spagnolo (n. 1925)
- 29 febbraio - Maria Terrile Vietz, attrice teatrale e scrittrice italiana (n. 1926)